# 各務原トンネル

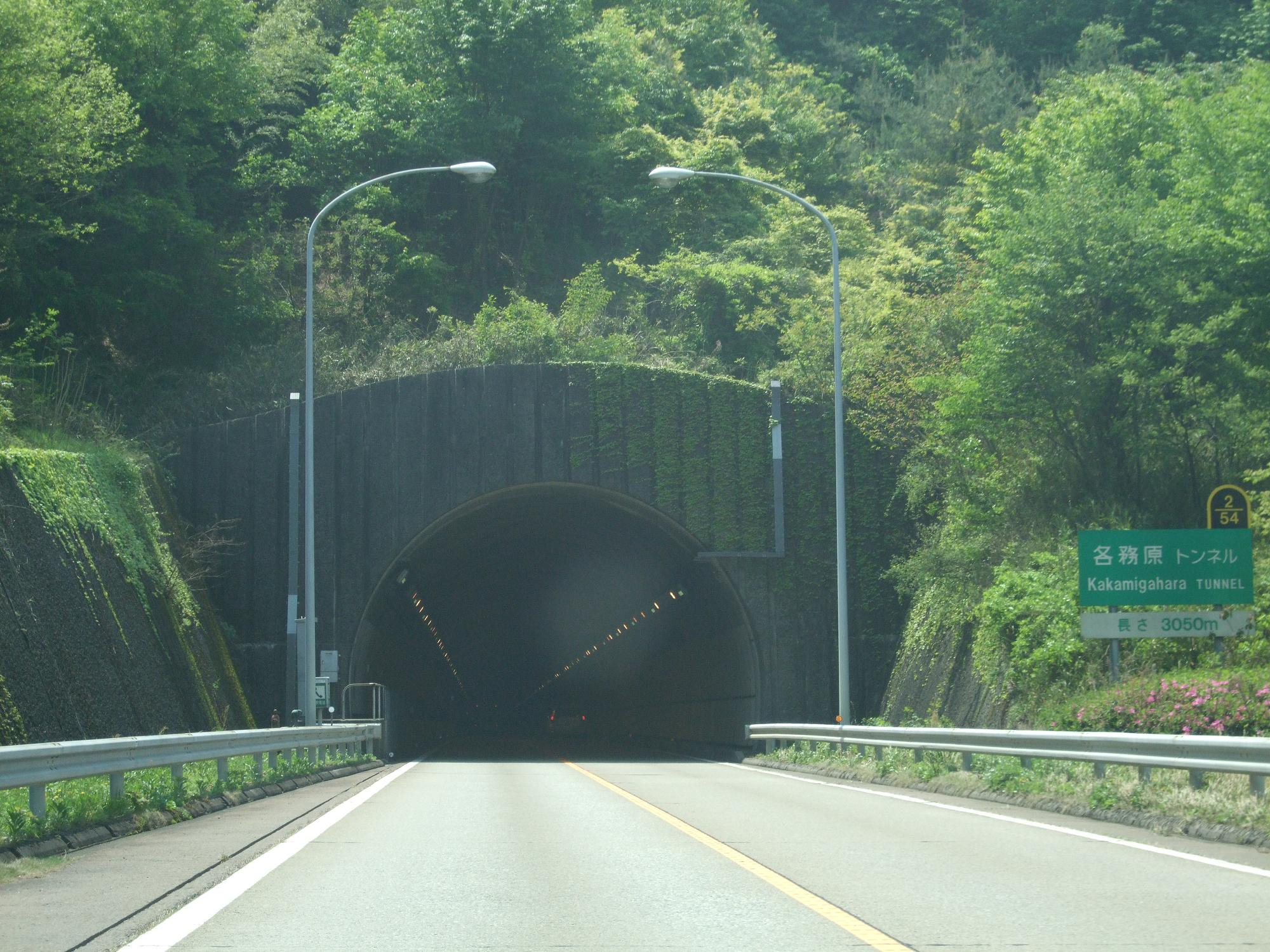
東海北陸自動車道 各務原トンネル 上り線

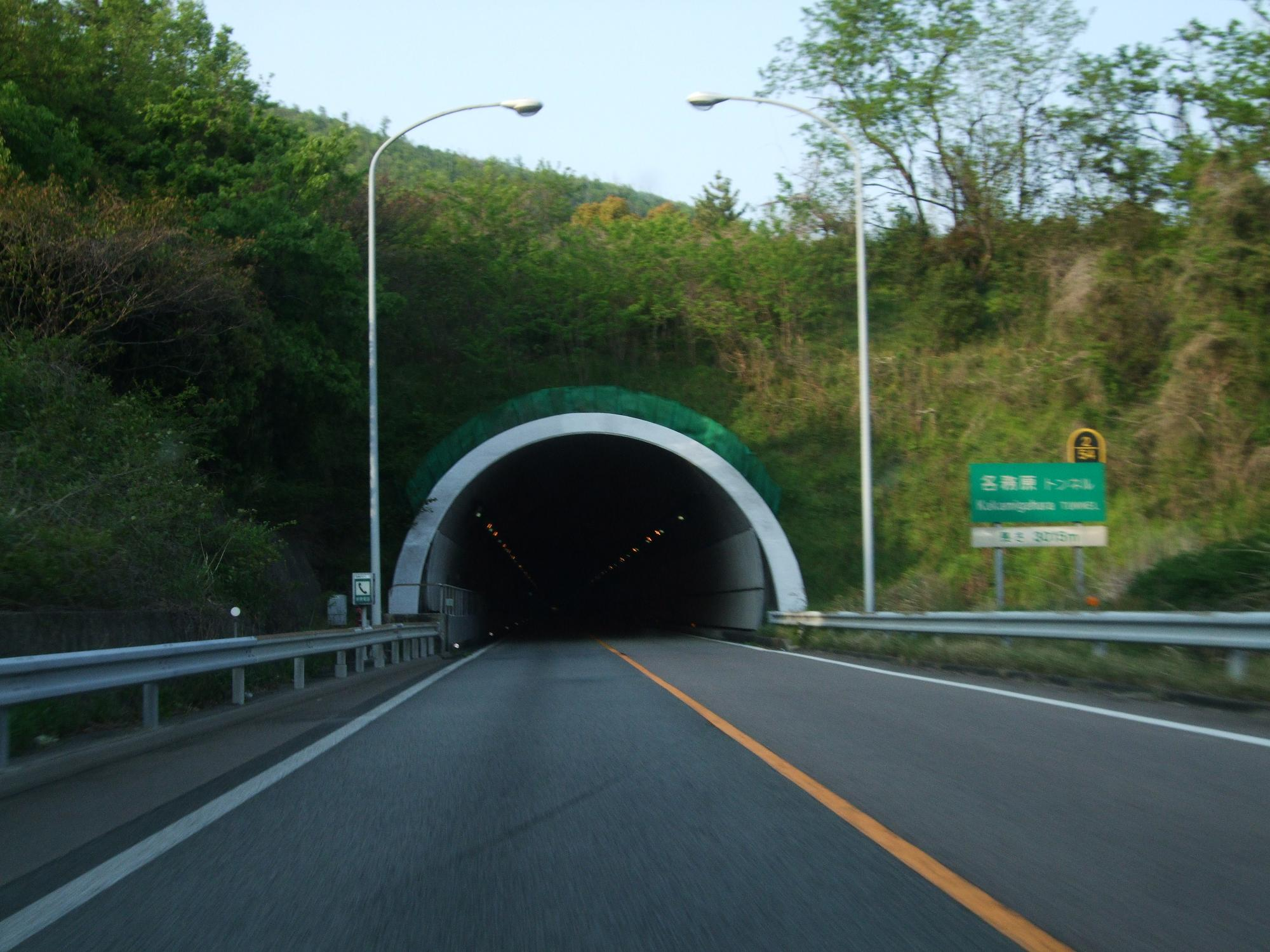
東海北陸自動車道 各務原トンネル 下り線

各務原トンネル（かかみがはらトンネル）は、岐阜県各務原市と関市の境にある東海北陸自動車道のトンネル（一部、岐阜市も通過している）である。北山（標高308 m）と権現山（標高317 m）を貫く。

## 概要
岐阜各務原IC - 関IC間に位置するトンネルである。1986年（昭和61年）3月、岐阜各務原IC - 美濃IC間の開通と同時に供用を開始した。
1986年の開通当初には避難連絡坑が3本設けられ、上下線を相互に行き来できる。下り線には集塵機室が設けられており、そのほかにも縦流式ジェットファン3基も設置されている。
事故防止のため、各務原トンネルと隣接する権現山トンネルの6.5 kmの区間では開通当初より進路変更禁止規制が実施されていた。2019年（平成31年）3月には権現山トンネルで進路変更禁止規制が解除され、2023年（令和5年）には各務原トンネルでも規制が解除された。規制解除の理由は2021年（令和3年）11月から着手した避難連絡坑の増設が完成し、トンネル照明のLED化を実施したことでトンネルに安全策が講じられたからである。
トンネル延長
- 上り線 - 3,050 m[1]
- 下り線 - 3,015 m[1]

## 施工
各務原トンネルは3件の工事が分割で発注されて掘削が行われた。トンネル掘削は在来工法による上部半断面先進工法とNATM工法の併用されている。下り線の内、647 mの区間は中硬岩のためその部分はNATM工法で施工である。約50万立方メートルに及ぶ残土は全て本線の他の工区の盛土に流用した。

## 沿革
- 1980年（昭和55年）10月29日 - 各務原トンネル南側坑口付近で東海北陸自動車道の起工式が行われる[6]。
- 1981年（昭和56年）3月 - 着工[2]
- 1981年（昭和56年）11月 - トンネル工事の影響で近隣にある伊吹の滝で水の枯渇が発生。トンネル内の湧水をポンプアップする案が専門委員会に提案されることで一応の解決をみた[7]。
- 1986年（昭和61年）3月5日 - 岐阜各務原IC - 美濃IC間の完成に伴い、供用開始[6]。
- 2023年（令和5年）10月 - 車線変更禁止規制を解除[4]。